# Agave americana
Agave americana L. è una pianta succulenta appartenente alla famiglia delle Asparagacee.

## Tassonomia
Sono note le seguenti sottospecie e varietà:
- Agave americana subsp. americana
- Agave americana subsp. protamericana Gentry
- Agave americana var. expansa (Jacobi) Gentry
- Agave americana var. franzosini Sprenger
- Agave americana var. oaxacensis Gentry